# Vlag van Hontenisse

Vlag van Hontenisse

De vlag van Hontenisse is de vlag die de voormalige gemeente Hontenisse tussen 1971 en 2003 als gemeentevlag gebruikte. De vlag werd ingesteld bij het raadsbesluit van 6 oktober 1971 en werd als volgt omschreven:
Blauw, aan de boven- en onderzijde gezoomd met twee banen, ter hoogte van elk 1/20 van de vlaghoogte, oranje-wit, met een broekdriehoek, reikende tot aan de vluchtzijde, aan twee kanten gezoomd van twee banen, elk ter dikte van 1/20 van de vlaghoogte, wit-zwart.
In tegenstelling tot wat gebruikelijk is zijn de kleuren en symbolen niet afgeleid van het gemeentewapen. De driehoek verbeeldt de ligging van Hontenisse op een landtong in de Westerschelde, waarbij de zwart-witte baan een dijk voorstelt. De naam van de gemeente geeft dit al aan: een nisse (landtong) in de Honte. De oranje kleur wijst op de belangrijke positie van een groot aantal kroondomeinen in de gemeente. De langgerekte punt op de vlag kan worden gezien als "het streven naar de toekomst". De vlag is ontworpen door de Stichting voor Banistiek en Heraldiek.
Sinds de gemeentelijke herindeling van 1 januari 2003 maakt de gemeente deel uit van de gemeente Hulst. De vlag kwam daarmee te vervallen.

## Verwante afbeeldingen

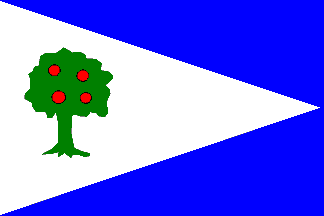
? Vlagontwerp van J.A. Beenhakker (1970)